# Goldgräber-Molly
Goldgräber-Molly (Originaltitel The Unsinkable Molly Brown) ist der Titel der Verfilmung des gleichnamigen Musicals von Charles Walters aus dem Jahr 1964, in der das Schicksal der Titanic-Überlebenden und Frauenrechtlerin Margaret Brown, hier verkörpert von Debbie Reynolds, thematisiert wird, allerdings vieles fiktiv ist. In tragenden Rollen sind Harve Presnell, Ed Begley, Jack Kruschen und Hermione Baddeley besetzt. Das Original-Filmplakat warb seinerzeit wie folgt: „Get out of the way … or get hit in the heart! Here comes … the Unsinkable Molly Brown. Broadway’s rousing, rollicking show … now on the screen!“ (Geh aus dem Weg … oder lass dich mitten ins Herz treffen! Hier kommt … die unsinkbare Molly Brown. Die mitreißende, ausgelassene Broadway-Show … jetzt auf der Leinwand!)

## Handlung
Margaret „Molly“ Brown, damals noch Tobin, ist ein Findelkind, das in den Wäldern Colorados aufwächst. Molly hat als Baby eine Überschwemmung überlebt. Sie wurde von Shamus Tobin gerettet, der sie in seine Familie, er hat drei Söhne, aufgenommen hat. Mollys Bildung ist nicht die beste, zudem ist sie ziemlich naiv. Die inzwischen junge Frau macht sich auf nach Leadville, da sie sich in den Kopf gesetzt hat, sich einen reichen Ehemann zu angeln. In dem kleinen Städtchen arbeitet Molly erst einmal im Saloon von Christmas Morgan als Sängerin, wo sie für die die dortigen Goldgräber singt und tanzt. Bereits unterwegs hat sie den netten Johnny Brown kennengelernt, den sie nach kurzer Zeit auch heiratet. Johnny, der Molly sehr liebt und ihr etwas bieten möchte, verkauft seine Silbermine für 300.000 Dollar. Molly versteckt das Geld im Ofen, wo es von Johnny, der davon nichts ahnt, verbrannt wird. Um sie zu trösten, wirft Johnny seine Spitzhacke in die Luft, die daraufhin die lukrativste Goldader aufreißt, die je in Colorado gefunden wurde. Der erhoffte Reichtum ist nun größer, als Molly sich das je hätte vorstellen können.
Die Browns und auch die Shamus’ ziehen in ein Herrenhaus in Denver. Molly hofft, dass sie und ihre Familie trotz ihrer Herkunft in die feine Gesellschaft aufgenommen werden. Das Paar muss jedoch die Erfahrung machen, dass Reichtum nicht automatisch dazu führt, Eingang in die Oberschicht der Bourgeoisie von Denver zu finden. Zwar verblüfft Molly die feine Gesellschaft immer mal wieder mit ihrer ungeschliffenen Art und ihrer Gewitztheit, trotzdem steht beiden ihre Herkunft im Weg und dass sie ungebildet sind.
Um ihr Niveau anzuheben und dazuzulernen, siedeln Molly und Johnny nach Europa über. Molly eröffnet in Paris einen Salon, der auch von adeligem Publikum besucht wird. Trotzdem wurmt es die junge Frau, wie sie in Denver von der dortigen High Society behandelt worden ist. Da sie das nicht vergessen kann, präsentiert sie dieser bei einem Urlaub in der Heimat – und das mit Erfolg – ihre neuen gesellschaftlichen Umgangsformen und bringt auch gleich einige der adligen Gäste mit, die in Paris ihren Club besucht hatten und zu Freunden geworden sind.
Das geht solange gut, bis Johnnys Freunde aus der Unterschicht auftauchen. Die Folge davon ist, dass Molly und Johnny daraufhin getrennte Wege gehen, er bleibt in Amerika, während Molly nach Frankreich zurückkehrt. In Europa verliebt sich Prinz de Lanière in Molly, die jedoch immer noch Gefühle für Johnny hat und im fernen Europa merkt, wie sehr er ihr fehlt und dass sie nicht ohne ihn leben kann und will.
So bucht sie ein Ticket für die Titanic, die in der Nacht vom 14. auf den 15. April 1912 mit einem Eisberg kollidiert, woraufhin mehr als 1.500 Menschen ihr Leben verlieren. Molly ist unter den glücklichen Überlebenden und gehört in einem überfüllten Rettungsboot zu denjenigen, die anderen Mut machen und sich kümmern. Ihr Mut und ihre Selbstlosigkeit sorgen weltweit für Schlagzeilen. So ist es nicht verwunderlich, dass auch alle Einwohner von Denver Molly mit offenen Armen empfangen. Und natürlich ist auch Johnny zur Stelle, um Molly willkommen zu heißen und ihr zu versichern, dass er sie auch vermisst habe.

## Produktion

### Produktionsnotizen
Es handelt sich um eine Metro-Goldwyn-Mayer- und Une-Production-Lawrence-Weingarten-Produktion. Gedreht wurde im September 1963 in den Metro-Goldwyn-Mayer-Studios in Washington und in Culver City in Kalifornien. Weitere Filmaufnahmen entstanden im Black-Canyon-of-the-Gunnison-Nationalpark in Colorado.
Henry Grace und Hugh Hunt waren als Filmarchitekten mit an Bord, Morton Haack als Kostümbildner. William Tuttle war im Team für Maske und Make-up, Hank Moonjean im Regiestab und Franklin Milton im Team Ton. Für die visuellen Effekte waren unter anderem A. Arnold Gillespie und J. McMillan Johnson zuständig. Harve Presnell wiederholte im Film seine Bühnenrolle. Der Komponist Meredith Willson änderte Margaret Browns Spitznamen von Maggie in Molly, weil er fand, dass das besser klingt.

### Hintergrund
MGM wollte ursprünglich Shirley MacLaine für die Rolle der Molly Brown haben, und sie wollte die Rolle auch unbedingt spielen. Doch kaum hatte sie unterschrieben, behauptete der unabhängige Produzent Hal B. Wallis, der MacLaine in den 50er-Jahren nach Hollywood gebracht hatte, dass sie immer noch bei ihm unter Vertrag stehe. Die Schauspielerin sah sich daher gezwungen, da sie rechtliche Komplikationen befürchtete, sich von der Rolle zurückzuziehen. Der Regisseur des Films bat Reynolds sogar, die Rolle abzulehnen. Als Reynolds den Grund wissen wollte, antwortete er, dass sie zu klein sei. Reynolds ergriff jedoch die Gelegenheit, in einem großen Musical mitzuspielen, auch wenn sie ein geringeres Honorar akzeptieren musste, als man MacLaine angeboten hatte. Walters, der jedoch unbedingt MacLaine für die Rolle hatte haben wollen, ließ Reynolds das während der Dreharbeiten auch spüren. Er gab ihr so wenig Anweisungen, dass sie sich an Lillian Burns wandte, eine erfahrene Schauspieltrainerin, mit der sie bereits früher bei MGM zusammengearbeitet hatte, und sie bat, ihr beim Studieren der Rolle zu helfen. Für und mit dieser Rolle konnte Debbie Reynolds dann ihre einzige Oscar-Nominierung verbuchen. Judy Garland, Doris Day, Carol Burnett, Mitzi Gaynor und Shirley Jones wurden sämtlichst für die Rolle der Molly Brown in Erwägung gezogen. Für die Rolle von Hermine Baddeley war ursprünglich Thelma Ritter vorgesehen, die bereits 1962 mit Reynolds zusammengearbeitet hatte. Nachdem Robert Goulet, der eigentlich als Johnny Brown besetzt werden sollte, abgelehnt hatte, bewarben sich Robert Horton, George Maharis, Pernell Roberts und Robert Fuller um die Rolle.
Für Kathryn Card war dies ihr letzter Film. Für MGM sollte es der letzte große Musikfilm des Studios werden.

### Soundtrack
- Overture (Belly Up to the Bar, Boys/I Ain’t Down Yet/I’ll Never Say No/Colorado, My Home)
  - Musik und Text von Meredith Willson – Vortrag: Robert Armbruster und The MGM Symphony Orchestra
- I Ain’t Yet, Musik und Text von Meredith Willson – Vortrag: Debbie Reynolds, Grover Dale, Gus Trikonis und Scott McCartor
- Colorado, My Home, Musik und Text wie zuvor – Vortrag: Harve Presnell
- Belly Up to the Bar, Boys, Musik und Text wie zuvor – Vortrag: Debbie Reynolds, Maria Karnilova, Mary Ann Niles und Ensemble
- I’ll Never Say No, Musik und Text wie zuvor – Vortrag: Harve Presnell
- The Beautiful People of Denver, Musik und Text wie zuvor – Vortrag: Robert Armbruster und The MGM Symphony Orchestra
- I’ll Never Say No, Musik und Text wie zuvor – Vortrag: Debbie Reynolds
- I Ain’t Down Yet, Musik und Text wie zuvor – Vortrag: Debbie Reynolds und Harve Presnell
- Dolce Far Niente, Musik und Text wie zuvor – Vortrag: Robert Armbruster und The MGM Symphony Orchestra
- He’s My Friend, Musik und Text wie zuvor – Vortrag: Debbie Reynolds, Harve Presnell, Ed Begley, Hermione Baddeley,
Jack Kruschen, Martita Hunt, Grover Dale, Gus Trikonis und Ensemble
- Leadville Johnny Brown (Soliloquy), Musik und Text wie zuvor – Vortrag: Harve Presnell
- Up Where the People Are, Musik und Text wie zuvor – Vortrag: Robert Armbruster und The MGM Symphony Orchestra
- Finale, Musik und Text wie zuvor – Vortrag: Robert Armbruster und The MGM Symphony Orchestra

### Veröffentlichung
Premiere hatte der Film am 11. Juni 1964 in Denver in Colorado in den Vereinigten Staaten. Im August 1964 erschien er im Vereinigten Königreich, im September 1964 in Japan, im Oktober 1964 in Finnland und im November 1964 in Spanien, Schweden und in Dänemark. Im Dezember 1964 wurde er in Portugal und in Argentinien erstmals veröffentlicht, im Januar 1965 in Kolumbien, im März 1965 in Frankreich, im April 1965 in Mexiko und im Februar 1968 in der Türkei. Veröffentlicht wurde der Film zudem in Australien, Brasilien, Bulgarien, Kanada, Griechenland, Ungarn, Italien, Polen und in der Sowjetunion sowie in Uruguay und im ehemaligen Jugoslawien. In der Bundesrepublik Deutschland erfolgte eine Veröffentlichung des Films am 18. Dezember 1964. In einer Filmversion, die von TCM gezeigt wird, beträgt die Laufzeit des Films mit Ouvertüre und Exit-Musik 135 Minuten.

## Hintergrund

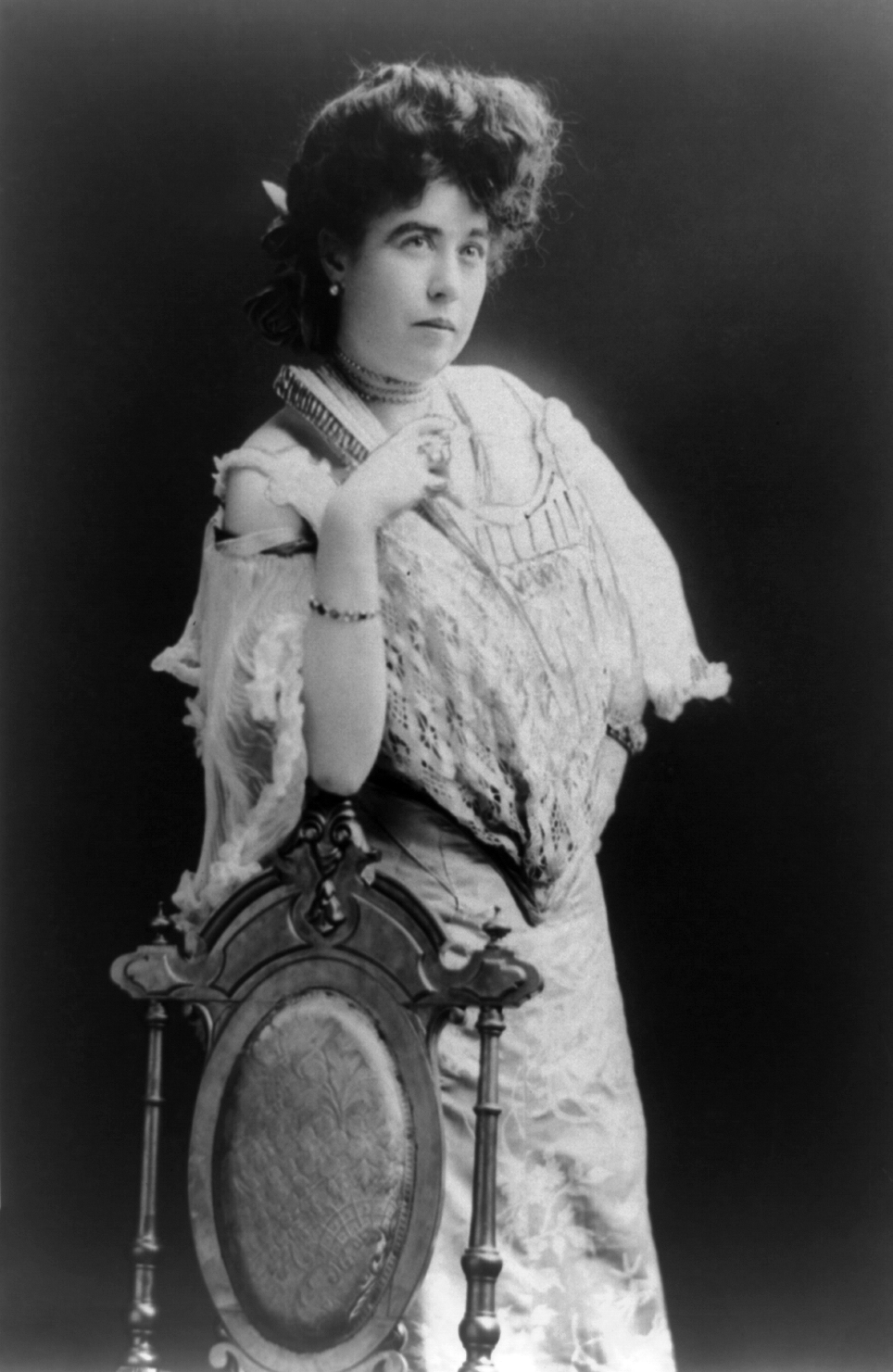
Margaret Brown

Margaret Brown, geborene Tobin (1867–1932), war eine US-amerikanische Frauenrechtsaktivistin, und eine der Überlebenden der Titanic, nach ihrem Tod wurde sie als „die unsinkbare Molly Brown“ (The Unsinkable Molly Brown) bekannt.
Der Film nahm sich hinsichtlich der wahren Lebensgeschichte von Margaret und James Joseph Brown (1854–1922) gewisse Freiheiten. So wurde Margaret Brown nie „Molly“ genannt, sondern entweder „Maggie“ oder Mrs. Brown. Das echte Paar trennte sich 1909, kam aber nie wieder zusammen, obwohl sie gute Freunde blieben. Die beiden Kinder, die sie mit ihrem Mann hatte, werden im Film nicht erwähnt. Der Film übertreibt ferner mit Bezug auf das soziale Außenseitertum von Margaret Brown. Die echte Margaret Brown war eine leidenschaftliche Kämpferin für sozialen Gleichstand und eine Philanthropin sowie Verfechterin von Frauenrechten, was Bildung und das Recht, zu wählen, einschloss. So setzte sie sich für Arbeitnehmerrechte, Denkmalschutz, allgemeine Bildung sowie das Wohlergehen von Kindern ein und half sogar bei der Gründung des modernen Jugendgerichtssystems. Nach dem Untergang der Titanic wurde wie für ihre Bemühungen bekannt, an den Heldenmut der Männer an Bord des Schiffes zu erinnern. Nach dem Ersten Weltkrieg half sie in Frankreich beim Wiederaufbau, leistete Hilfe für verwundete Soldaten und wurde Trägerin des Verdienstordens der französischen Ehrenlegion. Auch kandidierte Brown zweimal für den US-Senat.

## Rezeption

### Kritik
Das Lexikon des internationalen Films beschreibt den Film als eine „gefühlvolle Verfilmung eines Musicals mit märchenhaft-naiver Psychologie und Handlungsführung“.
Joe Hembus schrieb in seinem Western-Lexikon: Ein schläfriges Musical, das seine Komik hauptsächlich aus dem Umstand schöpft, dass Debbie Reynolds in zu großen Männerkleidern komisch und in Pariser Abendkleidern schick aussieht.
Im Evangelischen Film-Beobachter konnte man lesen: „Aufwendig-heiteres Musical, dessen allzu grelle Kontraste überzogen wirken. Wegen der sauberen und im Kern positiven Tendenz jedoch ab 12 ohne weiteres möglich.“
Auf der Seite At-A-Glance Film Reviews heißt es zum Film, die Lieder seien mitreißend, wenn auch nicht unvergesslich. Tatsächlich mache der Film insgesamt Spaß, ohne nachhaltig zu sein. Wenn man gute Laune habe und auf der Suche nach einem guten Musical sei, solle man sich den kurzweiligen Film anschauen.
Bei Ben Meyers International Movie Critics stellte Ben Meyer fest, das Musical sei erfüllt mit der Energie von Debbie Reynolds und Harve Presnell. Tolle Nebendarsteller und eine durchdachte Handlung rundeten diese Geschichte von Liebe und Hoffnung ab. Viel Herz sei auch im Spiel. Gelobt wurden zudem Musik und Tanzeinlagen.
Greg Orypeck befasste sich mit dem Film auf der Seite Classic Film Freak und war der Ansicht, dass die Qualität von Hollywood-Filmen ab 1964 irgendwie zugenommen habe und 1964 eines der besten Jahre des Jahrzehnts gewesen sei und mehr Abwechslung als gewöhnlich geboten habe. Im Film The Unsinkable Molly Brown sei Debbie Reynolds mehr als nur ein High-Stepper, sie sei ein Dynamitfass, das kurz vor der Explosion stehe. Sie sei laut, gemein und vulgär, bis sich ihre Figur dann – zumindest teilweise – in eine Dame verwandle, die einen Platz in den oberen Rängen der Gesellschaft anstrebe. Obwohl die Nebendarsteller des Films alle kompetent seien und sich  mit wilder Hingabe in einige der verrücktesten Possen des Films stürzten, habe Reynolds nur einen ernsthaften Co-Star, einen Sängerkollegen von Format: Harve Presnell. Offensichtlich stimme die Chemie zwischen beiden.
Der Kritiker Derek Winnert stellte auf seine Seite fest, dass Debbie Reynolds die echte Molly Brown voller Tatendrang gespielt habe in diesem angenehmen modernen MGM-Musicalfilm, einer typischen Produktion mit großen Budget und fröhlichen, wenn auch nicht klassischen Showmelodien von Meredith Willson. Der Film könne mit unbeschwerten Auftritten aufwarten und mit willkommenen Unterstützungsspielern, die man hier nicht unbedingt erwarten würde: Ed Begley, Jack Kruschen, Hermine Baddeley, Martita Hunt, Audrey Christie und Harvey Lembeck.
Glenn Erickson rezensierte den Film für DVD Savant und zeigte sich nicht begeistert. Der letzte Atemzug des MGM-Musicals habe definitiv seine Fans und komme groß, farbenfroh, laut und vulgär aber doch auf die familiensichere Art daher, wie fast alle Filme von 1964. Der Film diene dazu, Debbie Reynolds Talente zu  präsentieren. Reynolds zuzuhören sei, als würde man hören, wie Fingernägel über eine Tafel kratzten. Der Film beginne damit, dass Reynolds in den Rocky Mountains schreie und schreie und das höre 135 Minuten lang nicht auf. Sie sei unbestreitbar talentiert, aber ihre unglaublich herablassende Charakterisierung bringe ziemlich genau alles auf den Punkt, was am Showbusiness falsch sei – Oberflächlichkeit, Aufgesetztheit und  Beleidigtsein. Die Besetzung scheine so ausgesucht worden zu sein, dass niemand außer Reynolds im Mittelpunkt stehe. Es gebe schwungvolle und einprägsame Musik und auch die Tanzeinlagen seien energiegeladen, aber eher anstrengend als erhebend.
Ähnlich sah das auch James Plath in seiner Bewertung für Family Home Theater, wo er ausführte, dass es Filme gebe, die einem früher so sehr gefallen hätten, solch ein Film sei auch „The Unsinkable Molly Brown“. Wenn man ihn heute betrachte, wundere man sich, dass man dessen Mängel seinerzeit übersehen habe, weil ein paar eingängige Songs und eine warmherzige Geschichte einen glücklichen, tränenreichen Ausgleich geboten hätten. Heute könne man verstehen, dass ein Familienmitglied nach dem anderen sich aus dem Fernsehzimmer schleiche. Trotz ihrer Energie und einer Oscar-Nominierung als beste Hauptdarstellerin sei Debbie Reynolds als Molly Brown ehrlich gesagt nervig. Zwar habe sie eine wunderschöne Stimme, singe hier aber nicht so viel, sondern schreie oder knurre meist wie ein wütendes Tier. In diesem Film sei Molly der Essig zu Johnny Browns Öl. Aber während Harv Presnell als Bergmann, der alles für seine Molly tun würde, so verdammt nett ist, dass es für das Publikum fast unmöglich sei, ihn nicht zu mögen, sei sein Gesang eine andere Geschichte. Diejenigen, die Musicals mögen würden, würden The Unsinkable Molly Brown immer noch zu schätzen wissen. Aber die Darbietung von Reynolds könnte für die jüngere Generation etwas zu viel sein.
Ganz anders bewertete Ah Weiler den Film für die New York Times und meinte anfangs seiner Kritik, da Metro-Goldwyn-Mayer in der jüngeren Vergangenheit kaum Konkurrenz im Musikbereich gehabt habe, scheine das Studio mit The Unsinkable Molly Brown, eine gute Wahl getroffen zu haben. Der Film sei groß, frech, mutig und freizügig und fülle die Leinwand mit Lebendigkeit und lebhaften Farben. Weiler war der Meinung, dass die Verantwortlichen von Metro Glück gehabt hätten, die Titelrolle mit Debbie Reynolds besetzen und Harve Presnell für den Film gewinnen zu können, in seiner Rolle, die er am Broadway gespielt habe, der übrigens hier sein Filmdebüt gebe. Mit Peter Gennaro habe man einen Choreografen gewinnen können, dessen Talent dem Film seine herausragende Qualität verleihe. Das solle nicht heißen, dass Meredith Willsons Partitur nicht melodisch und beschwingt sei, aber für Zuhörer sei die Musik of ein guter, süßer Mais, der eher schmackhaft als einprägsam sei. Der Tanz, den Debbie Reynolds und die gesamte Besetzung zu der neu für den Film geschriebenen Nummer He’s My Friend aufführten, sei unglaublich ausgelassen, frisch und lustig. Im Wesentlichen sei die Darstellung von Miss Reynolds ebenso explosiv und ihre Rolle gebe ihr die Möglichkeit, so erfrischend burschikos zu sein, wie nie zuvor in einer ihrer Rollen. Harve Presnells Schauspiel möge gelegentlich gestelzt wirken, aber sein Operntenor sei groß, stark und klangvoll und eine willkommene Abwechslung zum sonstigen Gesang.

### Auszeichnungen (Auswahl)
Der Film konnte sechs Oscarnominierungen verbuchen, musste sich aber in allen Kategorien geschlagen geben.
- Nominierungen Oscarverleihung 1965:
  - Debbie Reynolds in der Kategorie „Beste Hauptdarstellerin“
  - Daniel L. Fapp in der Kategorie „Beste Kamera“ (Farbfilm)
  - E. Preston Ames, George W. Davis, Henry Grace, Hugh Hunt in der Kategorie „Bestes Szenenbild“
  - Morton Haack in der Kategorie „Bestes Kostümdesign“
  - Robert Armbruster, Léo Arnaud, Jack Elliott, Jack Hayes, Calvin Jackson und Leo Shuken in der Kategorie „Beste Filmmusik“
  - Franklin Milton in der Kategorie „Bester Ton“
- Harve Presnell wurde für seine Leistung mit dem Golden Globe Award in der Kategorie „Bester Nachwuchsdarsteller“ ausgezeichnet. Debbie Reynolds war für den Golden Globe nominiert, ebenso war Goldgräber-Molly in der Kategorie „Bester Film“ nominiert.
- Bei den Laurel Awards wurde der Film als „Bester Musicalfilm“ mit dem Goldenen Laurel ausgezeichnet.
- Ed Begley, Debbie Reynolds und Harve Presnell erhielten ebenfalls Nominierungen für den Goldenen Laurel.
- Helen Deutsch wurde von der Writers Guild of America in der Kategorie „Bestes Drehbuch für ein amerikanisches Musical“ für den WGA Award nominiert.
- Fredric Steinkamp wurde von der American Cinema Editors in der Kategorie „Bester Schnitt“ für den Eddie Award nominiert.
- Charles Walters wurde bei den Boxoffice Magazine Awards mit dem Blue Ribbon Award geehrt.

### Erfolg
Der Bruttoertrag des Films betrug hinsichtlich der Einnahmen in den USA und Kanada 13.167.200 US-Dollar. Der große Erfolg des Films in den Vereinigten Staaten konnte anderswo nicht wiederholt werden. MGM konnte den Film als großen Erfolg verbuchen, es wurde der Film mit den dritthöchsten Einspielergebnissen des Jahres 1964.

### Weitere Filme, Bonmot
In der Verfilmung Die letzte Nacht der Titanic von 1958 wurde Molly Brown von Tucker McGuire gespielt, in der Verfilmung von 1979 S.O.S. Titanic von Cloris Leachman, in dem zweiteiligen Fernsehfilm Titanic von 1996 von Marilu Henner und in dem Spielfilm Titanic von 1997 von Kathy Bates.
Molly Brown war auch der Name, den der Astronaut Virgil Grissom dem Raumschiff Gemini 3 gegeben hatte; eine ironische Anspielung darauf, dass bei Grissoms erstem Raumflug mit Mercury-Redstone 4 die Landekapsel nach der Landung im Atlantik versunken war.